# ФК Хајдук Бешка
ФК Хајдук Бешка је фудбалски клуб из Бешке, Општина Инђија. Тренутно се такмичи у Војвођанској лиги Југ, четвртом такмичарском рангу српског фудбала. Клуб је основан 26 Јуна1926 године. Стадион се налази у центру села, и популарно се зове ,,Стадион крај Дома културе'', има 220 седећих места и бар још толико стојећих. Популарни назив за навијаче је Блуфорси, а за играче плаво-бели што је иначе и боја дресова клуба.

## Историја
Основан је 26. јуна 1926. године. Оснивачи клуба су били Мирко Обрадовић, Ђорђе Тривановић, Душан Томић, Радивој Божић, Светозар Петровић, Бошко Бута, Богдан Томић и Невенка Груловић, а први председник је био Мирко Обрадовић.
До Другог светског рата клуб се није такмичио у званичним лигама, већ су игране само пријатељске утакмице. Прва фудбалска утакмица у Бешки је одиграна 29. јуна 1926. против ФК „Стражилово“ из Сремских Карловаца. Након рата, клуб се почео такмичити од 1946. године у првенству среског фудбалског одбора Стара Пазова. Од такмичарске 1957/58. године Хајдук игра у Новосадском подсавезу. Највећи успех у историји клуб је остварио такмичарске 1976/77. године када је без пораза освојио прво место у Новосадској лиги, а у квалификацијама за улазак у Војвођанску лигу елиминисао ФК „ЛСК“ Лаћарак. ФК „Хајдук“ се три године такмичио у Војвођанској лиги, да би потом, са више или мање успеха, играо у Новосадско-сремској зони.
Од 1990. године клуб се такмичи у петом рангу такмичења, Новосадској лиги. Одлуком Председништва ФС Војводине клуб је 1990. године пребачен у Сремску лигу. Након неколико сезона успона и падова, од Друге сремске лиге – група исток до Друге војвођанске лиге – југ, клуб се тренутно такмичи у четвртом рангу српског фудбала, Војвођанска лига, група Југ.
Садашњи председник клуба је Лазарац Мирослав, подпредседник је Лука Ђокић, а поред њих чланови Управног одбора су Новица Темуновић, Пејић Драган, Ненад Ђокић, a генерални секретар клуба је Гордана Заклановић.